# Andries Ferreira
Pour les articles homonymes, voir Ferreira.
Pas d'image ? Cliquez ici

a Compétitions nationales et continentales officielles uniquement.

Dernière mise à jour le 16 novembre 2021.
Andries Ferreira, né le 29 mars 1990, est un joueur sud-africain de rugby à XV évoluant au poste de deuxième ligne.

## Sélections
2008 : Afrique du Sud -18 ans